# Podogaster eldae
Podogaster eldae là một loài tò vò trong họ Ichneumonidae.